# Ptenomela hirtiventris
Ptenomela hirtiventris är en skalbaggsart som beskrevs av Ohaus 1938. Ptenomela hirtiventris ingår i släktet Ptenomela och familjen Rutelidae. Inga underarter finns listade i Catalogue of Life.